# هارفي بيكر
كان هارفي لورانس بيكر (من مواليد 8 أكتوبر من عام 1939، وتوفي في 12 يوليو من عام 2010) كاتبَ قصص مصورة أمريكي وناقدًا موسيقيًا وشخصية إعلامية، اشتُهر بتأليفه لسلسلة السيرة الذاتية الهزلية أميريكان سبلندور. بُني في عام 2003، فيلم ذو شعبية عالية، على أحداث السلسلة، وحمل نفس اسمها.
ساعد بيكر، بوصفه الحائز على «جائزة كليفلاند للشعر»، في «تقدير الرواية المصورة والمفاهيم المتعلقة بها، والمذكرات المصورة، والسرد الهزلي للسيرة الذاتية». وصف بيكر علمه بأنّه «سيرة ذاتية كُتبت أثناء حدوثها. تمحورت موضوعاتها حول البقاء على قيد الحياة، والحصول على وظيفة، وإيجاد قرين، والعثور على مكان للعيش، والبحث عن متنفس إبداعي. الحياة عبارة عن حرب استنزاف. عليك أن تبقى نشطًا على جميع الجبهات. تأتي المشكلات تباعًا. لقد حاولت السيطرة على كونٍ فوضويّ. إنها معركة خاسرة. لكن، لا يمكنني الاستسلام. لقد حاولت. لكنني لا أستطيع أن أقدم على ذلك.».
تضمنت الجوائز التي حصل عليها بيكر على مجمل أعماله، جائزة إنكبوت، والجائزة الأمريكية للكتاب، وجائزة هارفي (للقصص المصورة)، إضافة إلى تكريمه، بعد وفاته، بوضع صورته في قاعة المشاهير في إيسنر.

## حياته
وُلد هارفي بيكر، مع شقيقه الأصغر آلن، في مدينة كليفلاند بولاية أوهايو الأمريكية لعائلة يهودية. كان والداهما، ساول ودورا بيكار، من المهاجرين اليهود الذين قدموا من مدينة بياليستوك في بولندا. كان ساول عالمًا تلموديًا يمتلك متجر بقالةٍ في جادة كينسمان، وعاشت العائلة في منزل صغير فوق المتجر. على الرغم من ادّعاء هارفي بأنه لم يكن قريبًا من والديه بسبب خلفياتهم المتباينة، ولأنهما كانا يعملان في أغلب الأوقات، لكنه ما يزال «يتساءل عن مدى تكريسهما لبعضهما البعض. كانا يكُنان لبعضها الكثيرَ من الحب والإعجاب». 
كانت اللغة اليديشية لغة بيكر الأولى التي تعلمها في طفولته، وتعلم قراءة الروايات وأُعجب بها بلغته هذه. قال بيكر أنه لم يكن يملك أي أصدقاء في السنوات الأولى من حياته. كان جميع سكان الحي الذي يقطنه بيكر من البيض في بادئ الأمر، لكنه أصبح، بحلول أربعينيات القرن العشرين، ذو غالبية سوداء. كان بيكر واحدًا من الأطفال البيض الأقلاء الذين ظلوا يسكنون ذلك الشارع، وغالبًا ما كان يتعرض للضرب. آمن بيكر لاحقًا بأنّ هذا الأمر هو ما زرع فيه «إحساسًا عميقًا بالنقص». مع ذلك، علمته هذه التجربة أن يصبح «مشاكس شوارع محترم».  
تخرج بيكر في مدرسة شيكر هايتس الثانوية عام 1957، وخدم بعدها في البحرية الأمريكية لفترة وجيزة. التحق، بعد إعفائه من البحرية، بجامعة كيس ويسترن ريسرف، لكنه انسحب منها بعد عام واحد. عمل بيكر، قبل تعيينه ككاتب شؤون الملفات في مستشفى المحاربين القدماء عام 1965 -المنصب الذي شغله حتى تقاعده عام 2005، رافضًا جميع الترقيات والمناصب التي عُرضت عليه- بالعديد من الأعمال الصغيرة.
تزوج بيكر، عام 1960، زوجته الأولى كارين ديلاني، وتطلقا عام 1972. ظهرت زوجته الثانية، هيلين لارك هول بشخصية لارك في العديد من الأعداد الأولى لمجلة أمريكان سبلندور للقصص المصورة. تزوج بيكر لارك عام 1977 وتطلقا بعد أربع سنوات. بعد ذلك، تزوج بيكر الكاتبةَ جويس برابنر عام 1984، وتعاون معها في تأليف رواية عام سرطاننا المصورة، التي حكى فيها قصة نجاحه في مكافحة سرطان الغدد اللمفاوية. عاش بيكر مع برابنر في مدينة كليفلاند هايتس بولاية أوهايو الأمريكية، مع ابنتهما المتبناة، دانييل باتون. 

## الخدمة العسكرية
خدم في بحرية الولايات المتحدة.

## جوائز
حصل على جوائز منها:
- الجوائز الأميركية للكتاب (1987)
- جائزة إنكبوت.

## وصلات خارجية
- هارفي بيكر على موقع IMDb (الإنجليزية)
- هارفي بيكر على موقع ميوزك برينز (الإنجليزية)
- هارفي بيكر على موقع إن إن دي بي (الإنجليزية)
- هارفي بيكر على موقع ديسكوغز (الإنجليزية)
- هارفي بيكر على موقع قاعدة بيانات الفيلم (الإنجليزية)

- هارفي بيكر في قاعدة بيانات الأفلام على الإنترنت